# Чоловіча збірна України з футболу серед людей з вадами розумового розвитку
Чоловіча збірна України з футболу серед людей з вадами розумового розвитку — чоловіча футбольна збірна, яка представляє Україну на міжнародних змаганнях з футболу серед людей з вадами розумового розвитку. Ставала чемпіоном Спеціальної Олімпіади (2007, 2011), чемпіоном Кубку Європи 2009.

## Історія

### Спеціальна Олімпіада 2007
У Шанхаї (Китай) українська команда потрапила до 2-ї групи (всі команди були поділені на чотири категорії, залежно від ступеню захворювання), де розділила перше місце з Іраном, якому, до речі, поступилася − 0:1. Для визначення чемпіона знадобився «золотий матч», у котрому «синьо-жовті» взяли реванш у іранців − 1:0.

### Кубок Європи 2009
10 травня, в столиці Португалії − Лісабоні завершився Кубок Європи «Спешл Олімпік»-2009 з футболу, на якому збірна України завоювала золоті нагороди.
У турнірі брали участь 24 команди, складені з гравців із відхиленнями в розумовому розвитку. Відповідно до формату змагань на поле виходило по сім футболістів з кожного боку. За підсумками попередньої кваліфікації учасники були розподілені на чотири групи у відповідності до ступеня важкості вад спортсменів. Таким чином, українська збірна потрапила до квартету «В» разом із представниками Нідерландів, Данії та Угорщини. Перегравши на груповому етапі голландців (2:0) й угорців (2:1) та зігравши унічию з данцями (0:0), «синьо-жовті» вийшли у фінал, де їм знову протистояли угорці. У напруженому поєдинку наші хлопці вирвали перемогу − 1:0.

### Спеціальна Олімпіада 2011
З 25 червня по 4 липня в Афінах відбулися Всесвітні Літні Ігри Спеціальної Олімпіади, які зібрали близько десяти тисяч спортсменів і тренерів із 180-ти країн світу. Змагання відбувалися з 22 олімпійських видів спорту, серед яких був футбол.
Українська збірна під керівництвом О. Петрусенка та В. Ткаченка у футбольному турнірі «Об'єднаний футбол» (в одній команді грають інваліди та не інваліди) не програла жодного матчу і, перемігши у фіналі данців з рахунком 6:2, виборола золоті нагороди та захистила чемпіонство, здобуте чотири року тому.

### Європейський футбольний тиждень-2013 Спеціальної Олімпіади Європи/Євразії в Україні
З 15 до 22 травня 2013 року пройшов Європейський футбольний тиждень-2013 Спеціальної Олімпіади Європи/Євразії в Україні. У рамках тижня у місті Борисові (Білорусь) проходив Європейський Турнір Спеціальної Олімпіади Європи/Євразії з «Об'єднаного футболу», у якому взяло участь 12 команд. У запеклій боротьбі, але не програвши жодного матчу, збірна Спеціальної Олімпіади України завоювала золоті медалі.

## Результати

### Спеціальні Олімпійські ігри
| Рік  | Місце  | Позиція |
| ---- | ------ | ------- |
| 2007 | Шанхай | 1       |
| 2011 | Афіни  | 1       |

### Кубок Європи
| Рік  | Місце   | Позиція |
| ---- | ------- | ------- |
| 2009 | Лісабон | 1       |